# David Destorme
 (décembre 2012).
David Destorme, né le 30 août 1979 à Gand en Belgique, est un footballeur belge retraité qui évoluait au poste de milieu de terrain offensif.

## Biographie
David Destorme commence sa carrière au club belge du KSK Lovendegem. 
Après un passage au KFC Evergem Center, David Destorme rejoint le club néerlandais du HSV Hoek.
Il découvre la 1re division belge avec le club du FCV Dender EH lors de la saison 2007-2008.
En 2009, David Destorme signe un contrat en faveur du FC Malines.

## Palmarès
- Champion de Belgique de D2 en 2007 avec le FCV Dender EH